# Núcleo de Estudos Agrários e Desenvolvimento Rural
O Núcleo de Estudos Agrários e Desenvolvimento Rural (NEAD) visa contribuir com o aperfeiçoamento das políticas de desenvolvimento rural, promovendo estudos e pesquisas com a intenção de avaliar e aperfeiçoar políticas públicas voltadas à reforma agrária, agricultura familiar e desenvolvimento rural sustentável.
A missão do NEAD é também qualificar o trabalho técnico dos diversos segmentos que atuam no meio rural, a integração entre os centros de pesquisa e a ampliação da participação dos atores sociais nos espaços de gestão das políticas de reforma agrária, de fortalecimento da agricultura familiar, de promoção da igualdade e de atendimento às comunidades rurais tradicionais.
- Estimular o processo de autonomia social

O NEAD está preparando uma agenda política que busca ampliar o reconhecimento social da reforma agrária e da agricultura familiar. Para fomentar e estimular o processo de autonomia social das organizações sociais, está prevista a construção de uma rede de cooperação técnica e científica com vários centros de pesquisa e acadêmicos, movimentos sociais no país, estabelecendo uma relação permanente em torno de uma agenda comum e de ações compartilhadas para o desenvolvimento rural. O eixo dessa articulação passa pela consolidação de um novo padrão de desenvolvimento para o país, a partir da inclusão social no campo.
- Democratizar o acesso às informações

A criação de uma memória dinâmica sobre a reforma agrária, agricultura familiar e desenvolvimento rural sustentável integra a missão do NEAD, garantindo assim o acesso à democratização de informações e experiências.
- Debater a promoção da igualdade

O NEAD amplia seu enfoque e passa a apoiar a discussão e a formulação das políticas de promoção da igualdade no âmbito do Ministério do Desenvolvimento Agrário, com destaque para a atuação junto às mulheres trabalhadoras rurais, comunidades remanescentes de quilombos e populações indígenas.
- Aprofundar os impactos dos acordos comerciais sobre a agricultura familiar

O NEAD viabiliza estudos que subsidiem a participação do Ministério do Desenvolvimento Agrário nos fóruns nacionais e internacionais sobre os acordos comerciais. Serão identificados os impactos sobre a agricultura familiar e as políticas internas de desenvolvimento, a análise de produtos sensíveis e a formulação de propostas a serem discutidas com o Ministério de Relações Exteriores, que conduz as negociações, e outros ministérios envolvidos.
- «www.nead.gov.br»